# Birkhühner
Birkhühner (Lyrurus) sind eine Vogelgattung aus der Familie der Fasanenartigen (Phasianidae), die zur Ordnung der Hühnervögel (Galliformes) gehört. Die Arten kommen ausschließlich in Eurasien vor. Das Kaukasus-Birkhuhn ist im Kaukasus beheimatet. Das Birkhuhn, dem insgesamt sechs Unterarten zugerechnet werden, kommt von Westeuropa bis in das östliche Sibirien und die nördliche Mongolei vor. Gelegentlich werden die beiden Arten dieser Gattung mit dem Auer- und dem Steinauerhuhn in die Gattung Tetrao  gestellt. In jüngerer Literatur werden sie jedoch in der Regel einer eigenständigen Gattung zugeordnet.
Ähnlich wie Auer- und Steinauerhuhn haben Kaukasus-Birkhuhn und das im Norden der Paläarktis verbreitete Birkhuhn lange, befiederte Läufe, aber nackte Zehen. Die Männchen haben ein überwiegend schwarzes Körpergefieder und einen verlängerten Schwanz aus 18 Federn. Bei beiden Arten sind die Schwanzfedern abweichend geformt und anders als Auer- und Steinauerhuhn weisen sie eine Gemeinschaftsbalz auf. 

## Arten
Zur Gattung werden zwei Arten gerechnet. 
- Kaukasus-Birkhuhn, Lyrurus mlokosiewiczi
- Birkhuhn, Lyrurus tetrix

## Belege